# 193 Brygada Grenadierów
193 Brygada Grenadierów, niem. Grenadier-Brigade 193 – jedna z niemieckich brygad grenadierów. Utworzona w maju 1944 roku w Norwegii z przekształcenia 193 Pułku Grenadierów. Brak dalszych danych.